# Pintor de la caza

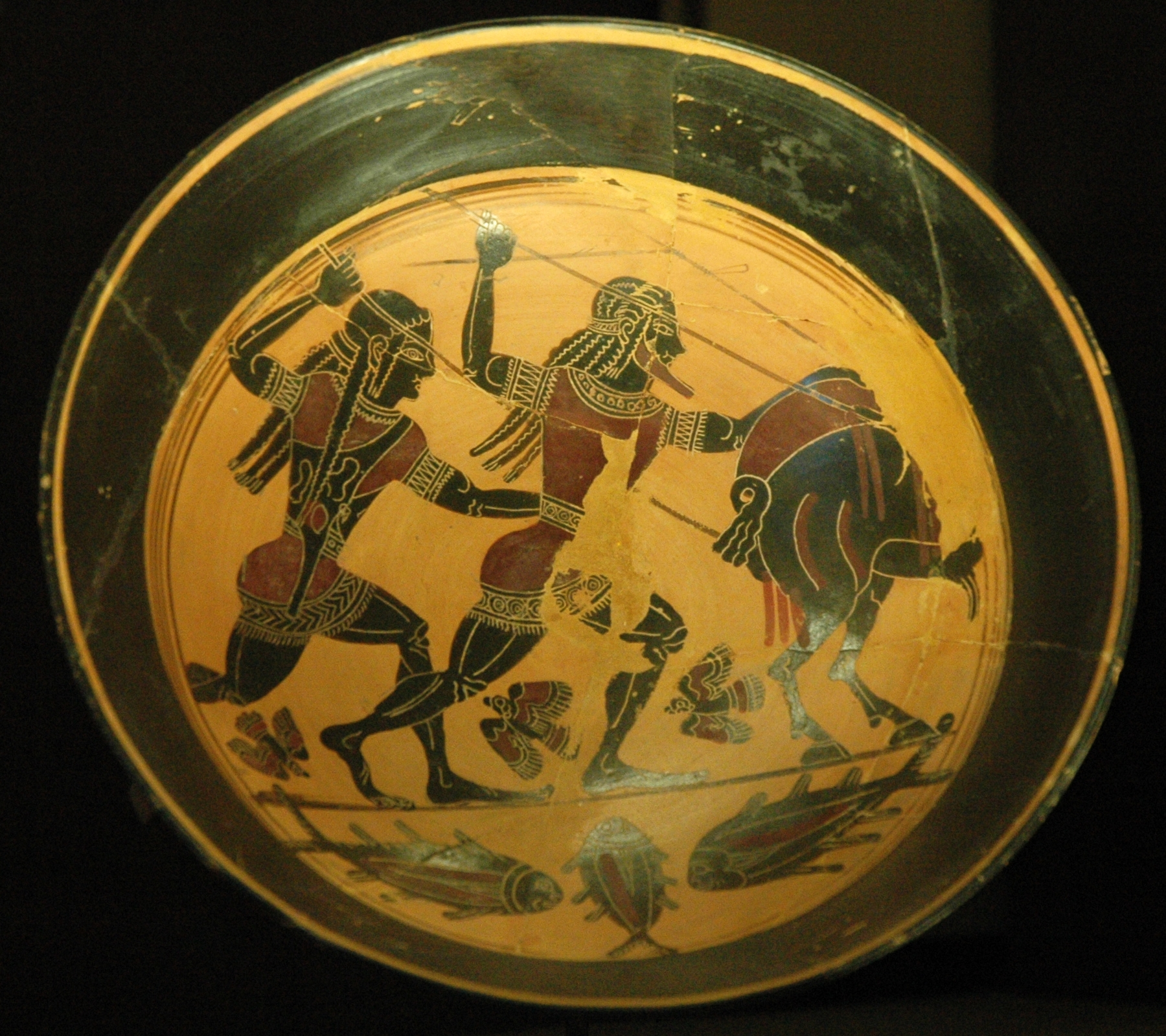
Pintor de la caza, kílix de figuras negras, circa 555 a. C., Museo del Louvre Y670.

El Pintor de la caza es el nombre convencido asignado a un pintor griego antiguo activo en Laconia entre el 565 y el 530 a. C. El nombre deriva de la decoración de la copa, con la representación de la caza del jabalí de Calidón, conservada en el Museo del Louvre (Y 670). 
Es posible que comenzara su carrera alrededor del año 550 a. C. en el taller del Pintor de Arcesilao, imitando inicialmente su estilo de representación.  Al igual que el Pintor de Arcesilao, estuvo muy influenciado por la obra del pintor más importante de la escuela laconia, el Pintor de Náucratis, activo en el segundo cuarto del siglo.
Fue uno de los últimos exponentes del tipo de decoración floral en la cerámica laconia que se produjo en el segundo cuarto del siglo VI a. C. y que aparece como decoración en sus kílices de figuras negras y en vasos de mayores dimensiones. Alumno del Pintor de Arcesilao fue mejor artista, capaz de dibujar figuras con detalles precisos. Dio a la pintura laconia un mayor grado de realismo. Conocido por su característicos tondos de ojo de buey, con las figuras cortadas fuera de la escena, que parecen derivar de los frisos con esta forma de pintar. Era un artista talentoso y con una visión única,  a diferencia de otros pintores de vasos de Laconia,

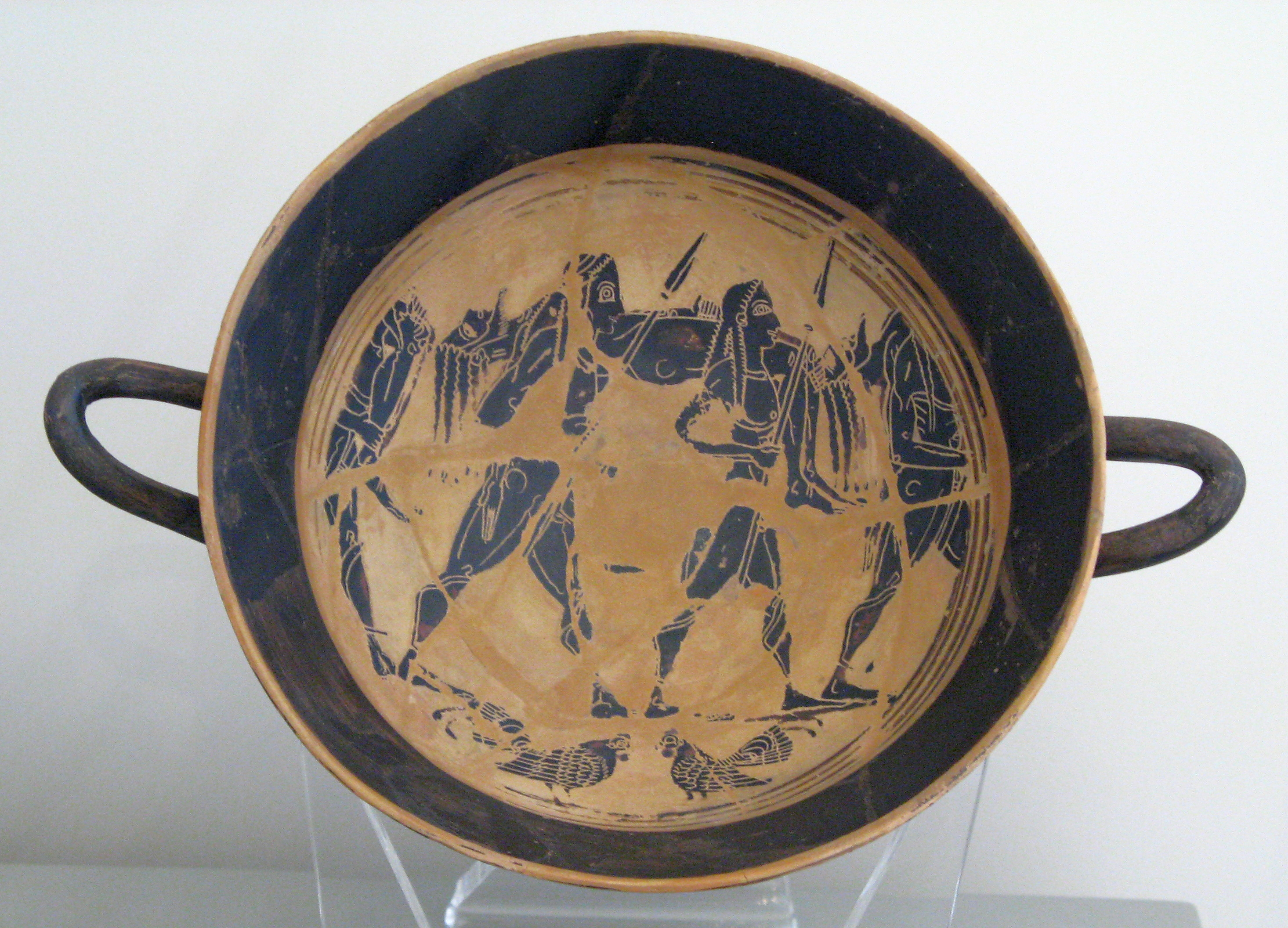
Kílix de Berlín (Altes Museum).

Fue un artista talentoso y singular, y a diferencia de otros pintores de vasos laconios, incluyó inscripciones en algunos de sus vasos (como en una hidria). Sus escenas en copas se centran principalmente en la mitología griega, pero también pintó escenas relacionadas con la vida cotidiana y la muerte. Sus representaciones más interesantes no encajan en el tondo de las copas, como si la imagen se observara a través de un agujero, con partes ocultas. Es posible que copiara obras más grandes, no circulares, ahora perdidas, sin importarle la parte visible de la imagen. También es posible que planeara sus escenas de esta manera desde el principio. Su larga carrera pudo haber durado hasta el 530/520 a. C. En sus primeras obras utilizó los elementos de relleno típicos laconios, pero posteriormente adoptó un estilo menos recargado. El exterior de sus copas es más sencillo que el de las anteriores, y también simplificó la típica decoración del triple friso laconio en su parte inferior. Inicialmente, sustituyó los elementos decorativos en forma de granada y lengua por lunares y puntos, y posteriormente sustituyó toda la banda por un único friso de rayos. Sus copas, elaboradas después de mediados de siglo, son en su mayoría pequeñas, con un borde de color liso y una decoración horizontal de palmetas en el asa. Al igual que otros maestros activos en la segunda mitad del siglo, también pintó las llamadas Copas Droop.
Después del 540 a. C., con la creciente influencia de la pintura de vasos áticos, los productos de su taller comenzaron a asemejarse cada vez más a los vasos de Atenas. En lugar del anterior vidriado blanquecino, se utilizó un tinte rojizo, más similar a los vasos áticos de cocción más oscura. En el interior de las copas, el tradicionalmente grande tondo laconio fue reemplazado cada vez más por un círculo más pequeño, similar a las copas de Siana y a las copas de los pequeños maestros. El resto de sus vasos, sin embargo, muestran rasgos arcaicos, con el borde decorado tanto en el exterior como en el interior, y se pueden ver animales en la parte inferior del vaso y, muy raramente, en el asa. Probablemente se trató de un intento de reimpulsar el anterior y más exitoso tipo de copa. Esta dualidad es característica de la pintura laconia de la época en su conjunto: por un lado, imitaban la cerámica ática y, por otro, intentaban retomar los elementos estilísticos de la pintura de copas, que floreció en el segundo cuarto del siglo.
Al Pintor de la caza se le atribuyen una veintena de ejemplares. La decoración de la copa epónima ha sido interpretada como una representación de la caza del jabalí de Calidón a través de dos cazadores persiguiendo a un animal que se escapa hacia la derecha y del que se observan solamente los cuartos traseros.
Su kílix de Berlín, con el regreso de los guerreros que transportan los cuerpos de los compañeros caídos en combate, el triste desfile solo está representado mediante de las pocas figuras pintadas en el tondo, cuyo carácter procesional parece deliberadamente acentuado por la ausencia de superposiciones y de profundidad.